# Maqama (zespół rockowy)
Maqama – polski zespół rockowy założony w 2008 roku w Warszawie.

## Historia

### Początek (2008-2009)
W marcu 2008 roku Kamil Haidar poszukując muzyków do nowego projektu, skontaktował się z kolegą z dawnych lat, Krzysztofem Staluszką i zaproponował mu posadę gitarzysty i współproducenta. Wkrótce do składu dołączył perkusista Piotr Podgórski. Po kilku tygodniach zespół uzupełnił basista, Tomasz Krzemiński. W takim składzie rozpoczęto pracę nad debiutanckim albumem. Po licznych dyskusjach i wielu propozycjach, muzycy zdecydowali się nazwać zespół Maqama.

### Maqamat (2009-2010)
Wszystkie nagrania, Haidar i Staluszka zrealizowali samodzielnie w studio Krzysztofa. Muzycy na samym początku podjęli świadomą decyzję dotyczącą tego sposobu pracy by mieć pełną swobodę twórczą oraz pełną niezależność w kreowaniu brzmienia zespołu i jego charakteru. W ciągu kilku miesięcy zespół napisał i nagrał kilkanaście utworów, z których ostatecznie 9 trafiło na płytę. Nagrania i produkcję zespół postanowił wziąć na siebie, ale miksy i ostateczny szlif materiałowi nadał Adam Toczko znany producent i inżynier dźwięku.
Płyta ukazała się 29 października 2009 roku nakładem założonej przez Haidara wytwórni Sahra Records. Maqamat zebrała bardzo dobre recenzje i zwróciła uwagę krytyków i słuchaczy na nowy twór na polskim rynku. Brzmienie zespołu określano jako połączenie transu, rocka, rocka progresywnego oraz wpływów world music.
Na początku 2010 roku Maqama wyruszyła w trasę promującą ten album o nazwie Maqamat Tour 2010.
W nagraniach udział wzięli również goście: Ewa Jabłońska (skrzypce w Alaska i Tears), Piotr Gutek Gutkowski (wokal w Darfur), Maciej Cierliński (lira korbowa w Uciekaj), Rafał Kołaciński (electro w Exile i Kartki na Wietrze).

### Gospel of Judas (2010 - 2012)
W listopadzie 2010 roku zespół ponownie znalazł się w studio by zarejestrować materiał na następcę Maqamat. Jednocześnie management ogłosił, że w prace nad płytą będą się odbywały nie tylko w Polsce, ale też Wielkiej Brytanii i USA. Decyzję taką Maqama podjęła po tym jak Chris Sheldon, angielski producent (Skunk Anansie, Foo Fighters, Anthrax, Roger Waters) po zapoznaniu się z demo zespołu, zgodził się na współpracę i podjął się zmiksowania płyty. Ostateczne prace zakończyły się w lutym 2011 w Londynie i zespół rozpoczął przygotowania do wydania Gospel of Judas.
W czerwcu 2011 zespół ogłosił, że wraca do prac nad płytą, ponieważ dUg Pinnick, legendarny wokalista i basista King’s X, po zapoznaniu się z materiałem, który Haidar przekazał mu podczas spotkania po koncercie w Hamburgu, zgodził się odbyć z Maqamą sesję nagraniową w Los Angeles.
W lipcu w BlackSound studio w Los Angeles pod producenckim okiem Pinnicka i realizatorskim Michaela Parnina, muzycy zarejestrowali kilka utworów, z których dwa (Hold Me i Love Me Tonight) znalazły się na wersji CD Gospel of Judas jako dodatek zatytułowany L.A. Sessions. dUg Pinnick produkował oba utwory, a w Hold Me zagrał na basie i zaśpiewał w chórkach. Jest również jej współkompozytorem.

## Dyskografia

### Albumy studyjne
| Data wydania         | Tytuł           | Wytwórnia      |
| -------------------- | --------------- | -------------- |
| 23 października 2009 | Maqamat         | Sahra Records  |
| 7 kwietnia 2012      | Gospel of Judas | Rockin' Agency |